# ريكو تان
ريكو تان (26 فبراير 1978 - ) هو ملاكم كندي.

## روابط خارجية
- ريكو تان على موقع بوكس ريك (الإنجليزية) (registration required)